# Svartvide
Svartvide, Salix myrsinifolia, är ett 5–6 m högt träd i familjen videväxter. I enstaka fall kan det bli upp till 8 m högt.

## Beskrivning

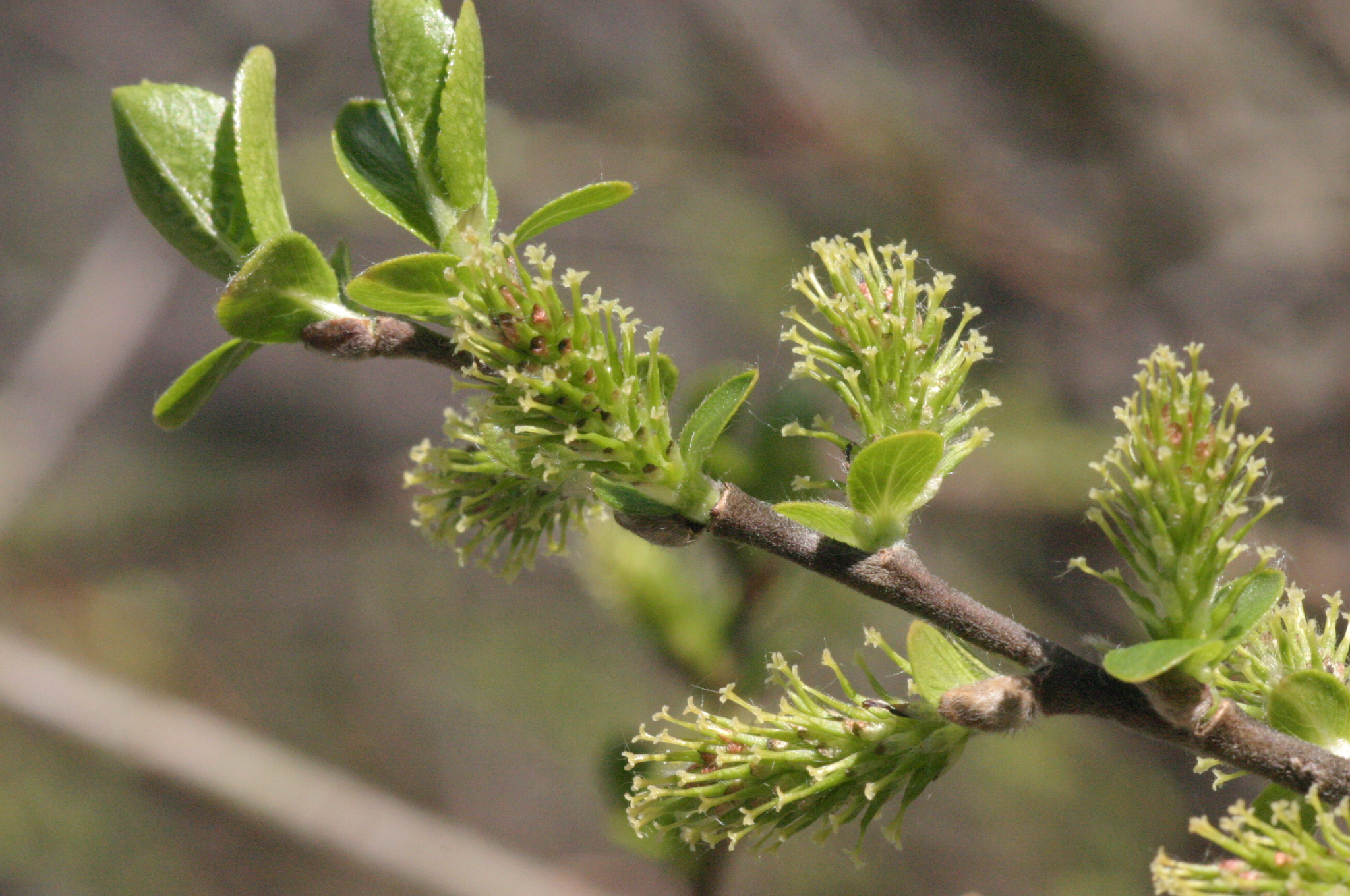
Honblommor

Trädets torra blad och vinterskott som är svarta, har gett upphov till ordleden svart och nigricans. Friska blad är däremot gröna, och i Skåne kallas trädet dialektalt för grönvide. Detta grönvide ska dock inte förväxlas med riksspråkets grönvide som är Salix phylicifolia.
Svartvide är tvåbyggare.

## Etymologi
Myrsinifolia betyder myrtenliknande blad, av myrsine 'myrten' och folium 'blad'.

## Habitat
Ofta odlad i Danmark. Saknas helt i Nordamerika.

### Underarter
- Salix ssp. spenina har hemvist i Apenninerna i Italien
- Salix janiseesis i många spridda lokaler i norra Asien och högländerna kring Tibet och Mongoliet.
- Kolavide, Salix myrsinifolia ssp. kolaënsis
- Sätervide, Salix ssp. borealis, finns bara norr om Dalarna och fram till Torne Lappmark.

### Utbredningskartor
- Norden:
- Norra halvklotet:

## Biotop
Fuktiga ängsmarker.

## Se vidare
- Videsläktet